# Iwan Teterin
Iwan Teterin (* 4. November 2005) ist ein kasachischer Leichtathlet, der sich auf den Sprint spezialisiert hat.

## Sportliche Laufbahn
Erste Erfahrungen bei internationalen Meisterschaften sammelte Iwan Teterin im Jahr 2022, als er bei den U18-Asienmeisterschaften in Kuwait mit 11,05 s in der ersten Runde im 100-Meter-Lauf ausschied und über 200 Meter in 22,25 s den sechsten Platz belegte. Zudem gelangte er mit der kasachischen Sprintstaffel (1000 Meter) in 2:00,19 min auf den fünften Platz. 2024 schied er bei den U20-Asienmeisterschaften in Dubai mit 21,96 s im Halbfinale im 200-Meter-Lauf aus und belegte mit der Mixed-Staffel über 4-mal 400 Meter in 3:28,24 min den vierten Platz. Zudem gelangte er mit der Männerstaffel mit 3:19,72 min auf Rang sechs.
2023 wurde Teterin kasachischer Hallenmeister in der 4-mal-400-Meter-Staffel.

## Persönliche Bestzeiten
- 200 Meter: 21,71 s (+0,7 m/s), 24. April 2024 in Dubai
  - 200 Meter (Halle): 22,01 s, 23. Februar 2024 in Öskemen
  - 400 Meter (Halle): 52,23 s, 22. Februar 2024 in Öskemen